# 割合
割合（わりあい）とは、基準に対するある量の比値を表す値である。分数、比、小数（百分率や割を含む）などを用いて表す。小数で表したものを特に歩合（ぶあい）と呼ぶ。数学的には比率（ひりつ）と同義。割合というものの、いつからか割だけではなく比率も含めるようになっている。

## 求め方
比較の基準の量を a、割合を求める対象の量を b とする（ただし a ≠0）。このとき、基準に対する対象の割合は b / a である。対象があるもの全体の中の一部である場合、その割合は 0 より大きく 1 以下の値となる。また、対象が基準の量よりも大きい場合、その割合は 1 よりも大きくなる。それが 1 よりもかなり大きい場合は「～倍」と表現することも多い。

## 割
割（わり）は割合を示す数値の後につける無次元の単位で、0.1 = 1/10（10分の1）に等しい。漢数字の小数では「分（ぶ）」に、SI接頭語では d（デシ）に相当し、パーセント表示では 10% に相当する。なお、分は、割と共に使われるために 1/100 と誤解されることがあるが、そうではなく、1/10 を表す単位である（詳細は、分 (数)#百分の一を意味するとの誤解を参照のこと）。

### 百分率・千分率
百分率で表す場合は、求められた数値を 1/100 で割る、つまり 100 倍することで得られた数値の後に記号として % （パーセント）をつける。千分率で表す場合は数値を 1/1000 で割る、つまり 1000 倍することで得られた数値の後に ‰ （パーミル）をつける。

### 全体に対する割合の式
全体 X に対する個体 xk のそれぞれの割合 pk は、以下の式で表される：
{\displaystyle p_{k}={\frac {x_{k}}{X}}\quad (k=1,\dots ,n)}
pk は以下の性質を満たす：
{\displaystyle p_{1}+p_{2}+\cdots +p_{n}=\sum _{k=1}^{n}p_{k}=1}
{\displaystyle \because x_{1}+x_{2}+\cdots +x_{n}=\sum _{k=1}^{n}x_{k}=X\quad (X\neq 0)}

## グラフ
ある全体の中にいくつかの要素があり、それぞれの要素の比率を視覚的に表示する場合は円グラフや帯グラフを用いる。

## 率分
歴史用語としては、率分（りつぶん）という表現が使われることがあるが、意味としては割合とほぼ同じ意味である。平安時代に地方から平安京の大蔵省に送られた正税の10分の2を率分所（りつぶんしょ）に納めたことを「正蔵率分（しょうぞうりつぶん）」と呼び、952年（天暦6年）に導入された。室町幕府には通行する商人などから輸送している商品の所定の率分を通行料として徴収した関所を「率分関（りつぶんぜき）」などと呼んだ。